# Bifacciale

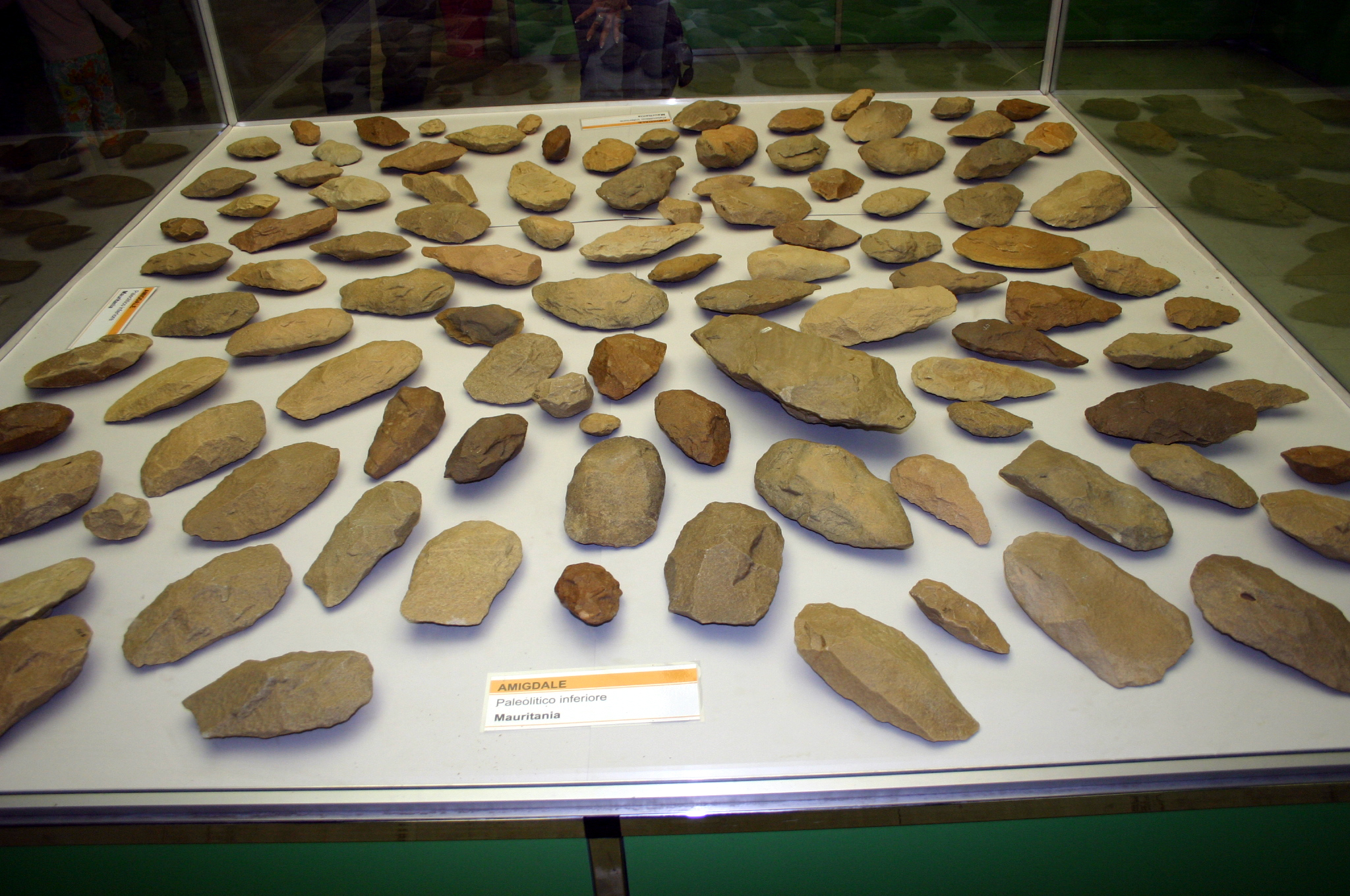
Amigdale del Paleolitico, provenienti dalla Mauritania

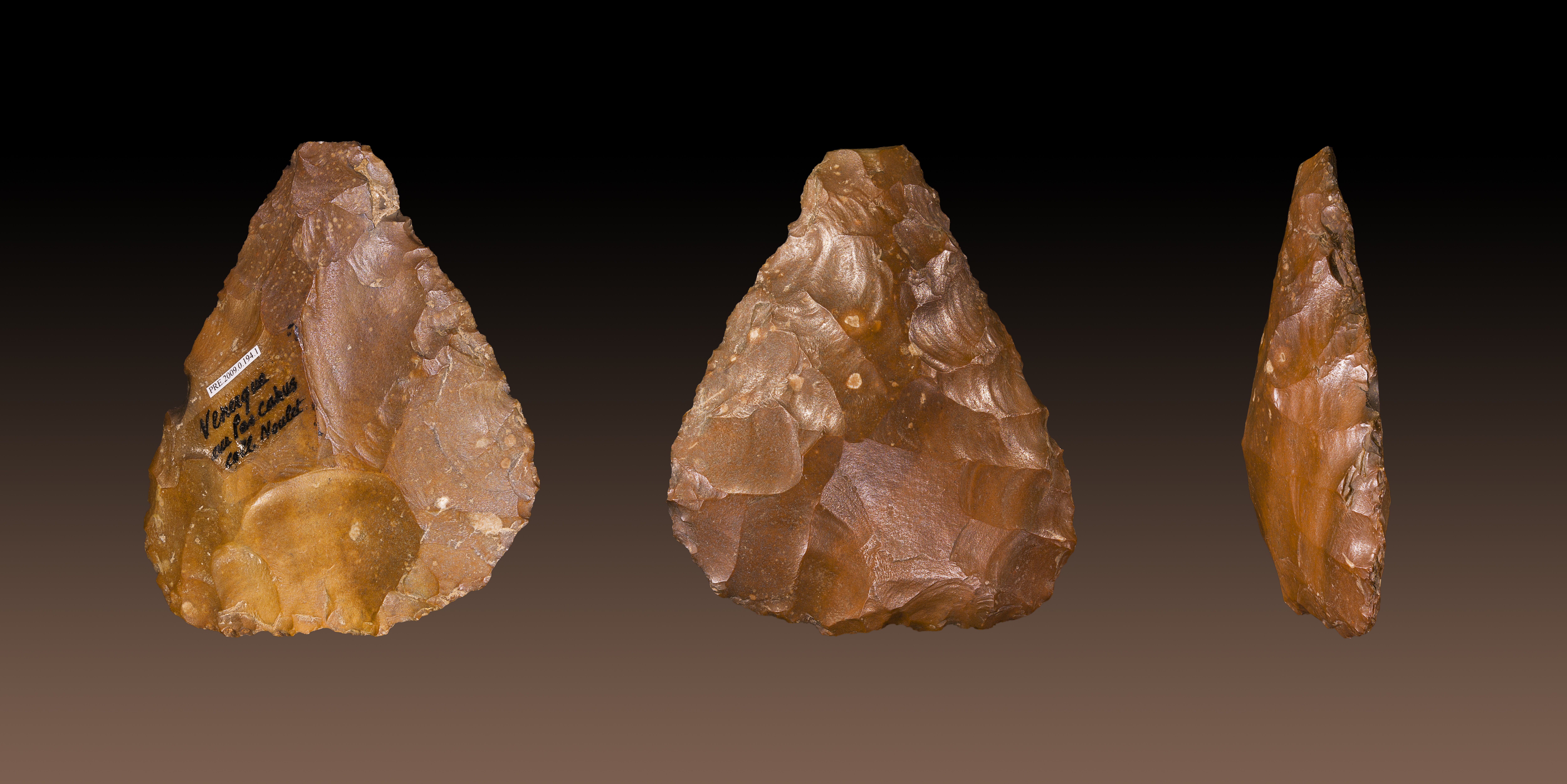
Bifacciale di selce di Venerque (Francia)

Il bifacciale o amigdala è un utensile di pietra (cuneo o ascia da pugno) in genere di forma ovale o triangolare, spesso scheggiato e lavorato allo scopo di renderlo tagliente o appuntito a una estremità, ritrovato spesso tra i reperti di origine umana nei siti abitativi preistorici. Il primo ad utilizzare questo strumento fu presumibilmente l'Homo ergaster.

## Tipologie
I bifacciali erano ottenuti dall'uomo lavorando su due facce frammenti di pietra (schegge), ciottoli o nuclei di selce con ritocco bifacciale coprente o invadente, in modo da ottenere strumenti con margini a spigolo vivo ad andamento convesso o rettilineo, convergenti verso un'estremità.
La loro forma risulta varia a seconda delle dimensioni, dello spessore e dell'andamento dei bordi e delle estremità.

## Funzione
La loro funzione non era quella di strumento da lancio, ma da presa, in quanto erano utilizzati afferrandoli alla base con la mano.
Di questo strumento da taglio non si conosce con certezza l'uso preciso, ma probabilmente erano utensili tuttofare: ci sono due tipi di amigdala, l'amigdala primitiva, che serviva per dissotterrare radici e piante, e l'amigdala lavorata, impiegata per macellare gli animali, spezzare le ossa e i tendini, tagliare e lavorare le pelli e altri materiali.

## Collocazione cronologica

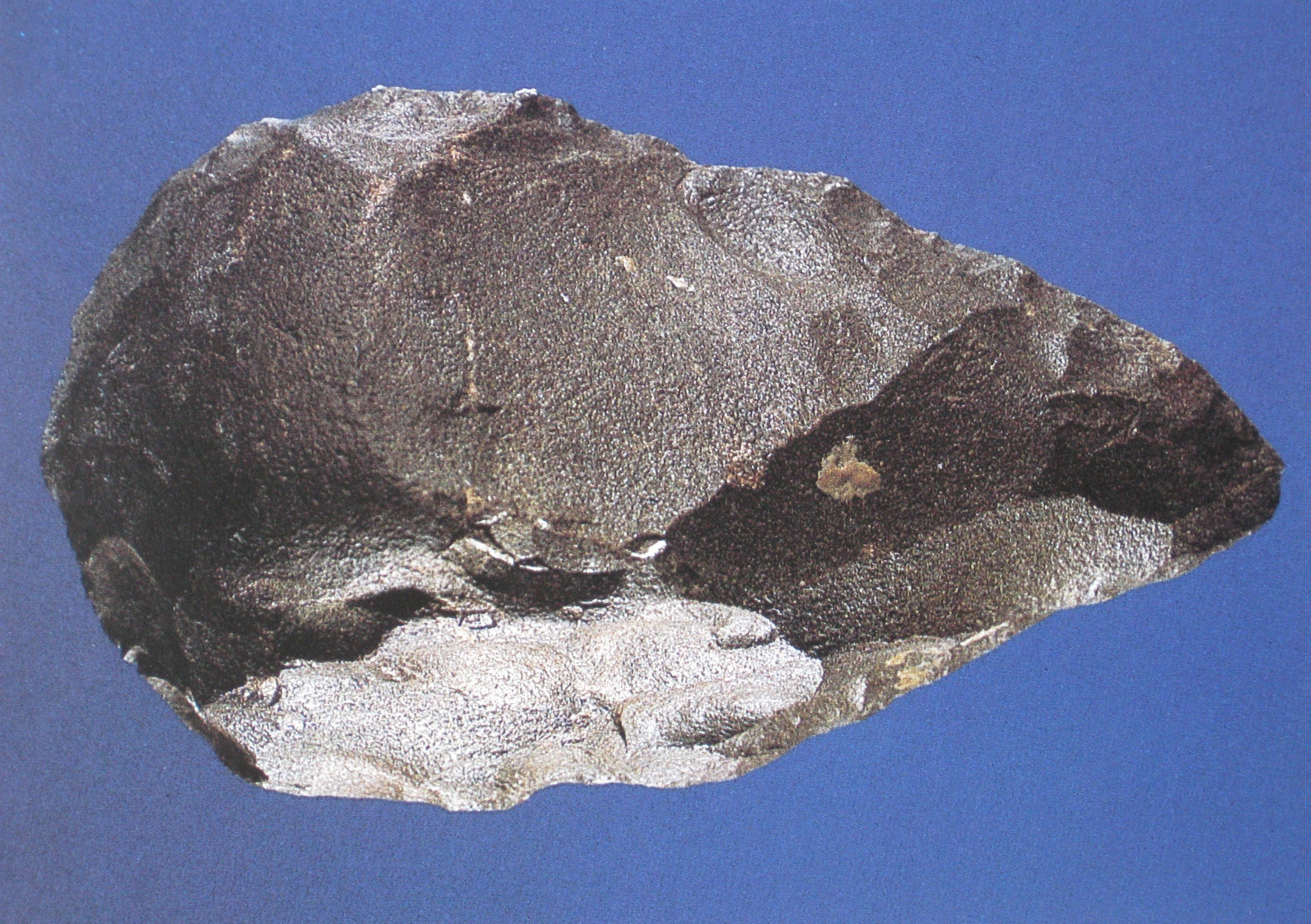
Bifacciale del Paleolitico rinvenuto presso Forlì

Prima di questi prodotti dell'industria bifacciale, si hanno tipi ancora più elementari, costituiti da ciottoli appena sgrossati scheggiandoli irregolarmente su una sola faccia (denominati chopper) o su due (denominati chopping tools) ed indicati complessivamente come prodotti della pebble culture.
I bifacciali caratterizzano la maggior parte delle industrie litiche del Paleolitico inferiore in Europa (Abbevilliano, Acheuleano), fino al Paleolitico medio (Musteriano).
In Italia compaiono intorno a 500.000 anni fa (Pleistocene medio antico) nei complessi attribuiti all'Homo heidelbergensis e continuano ad essere utilizzati anche dall'Uomo di Neandertal.

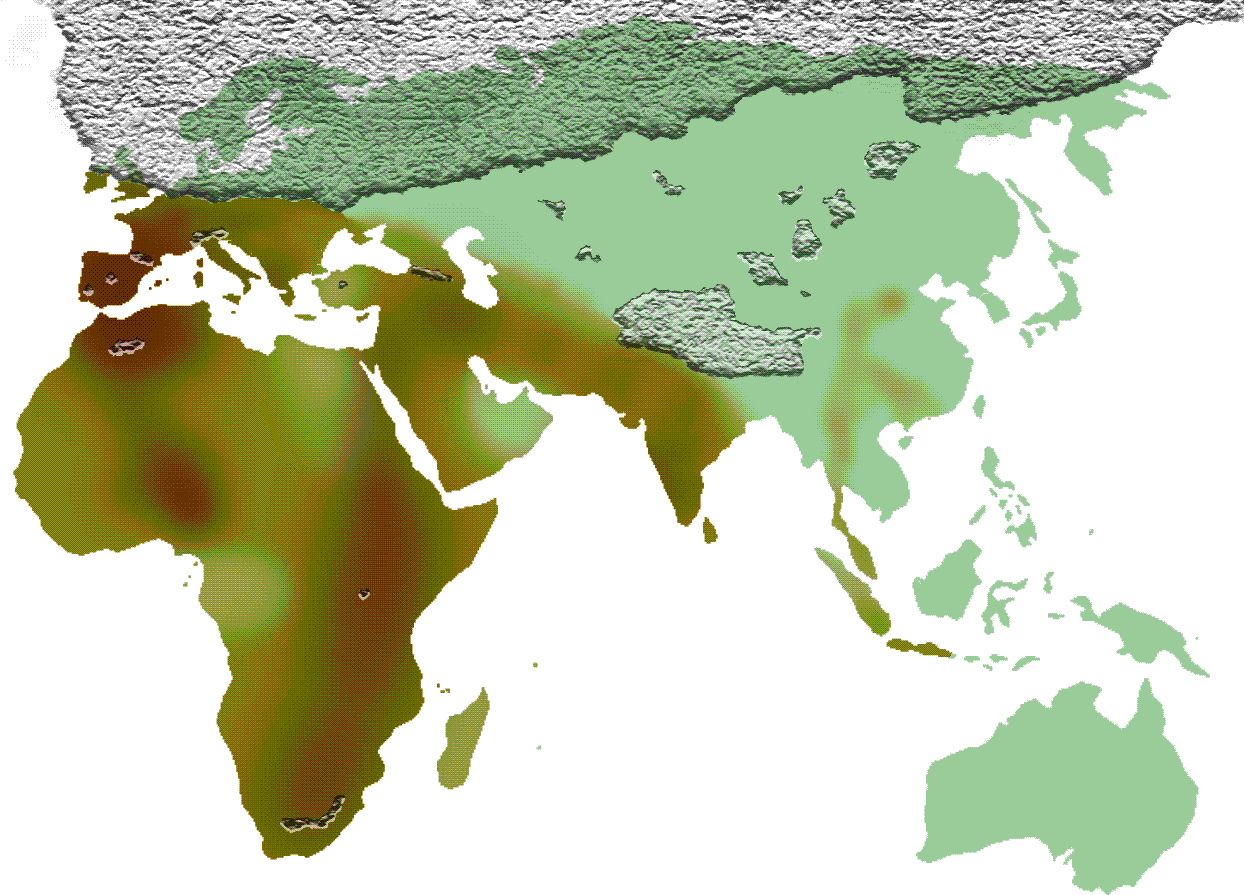
Diffusione della cultura del bifacciale nel Pleistocene medio (Acheuleano)

## Tipi di bifacciale

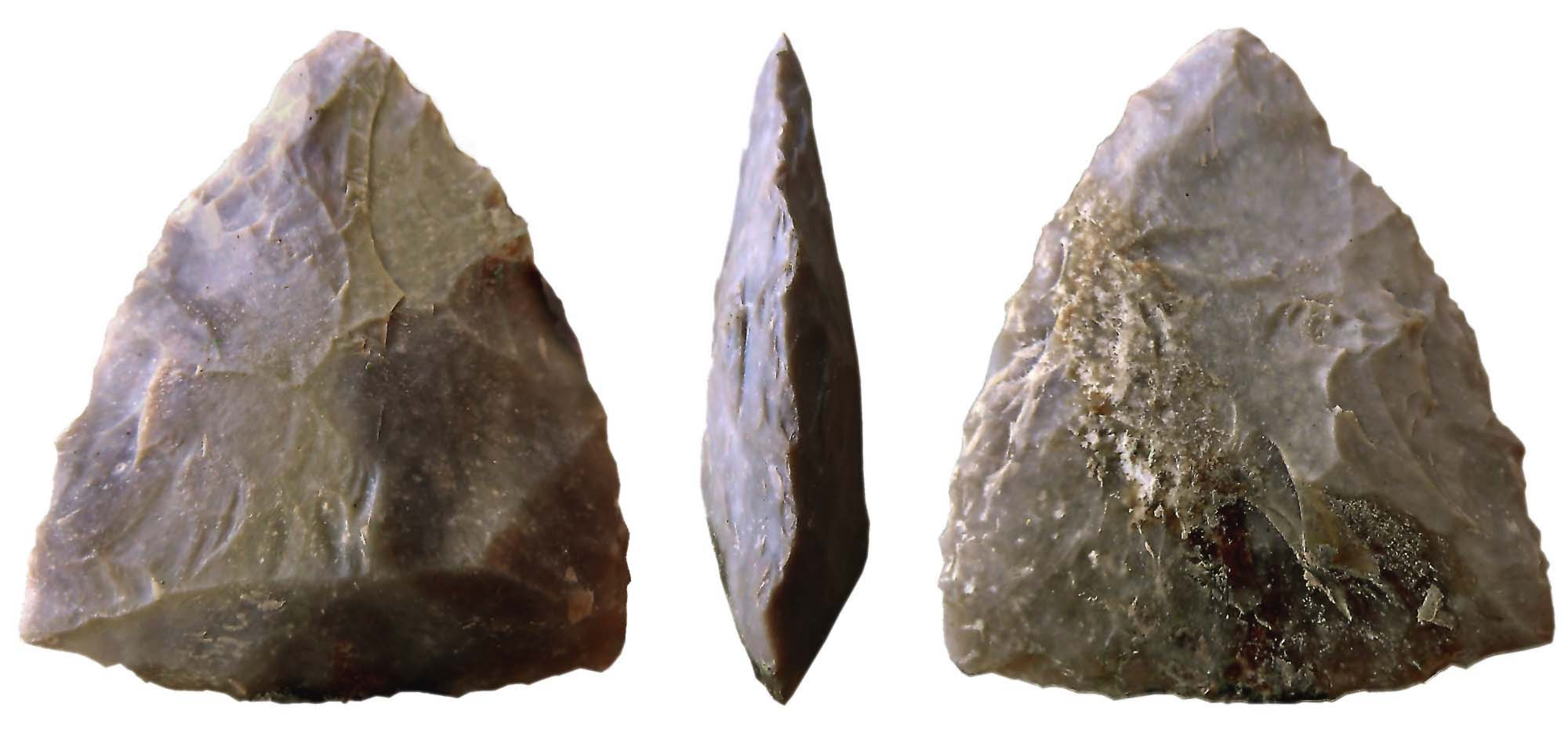
bifacciale triangolare
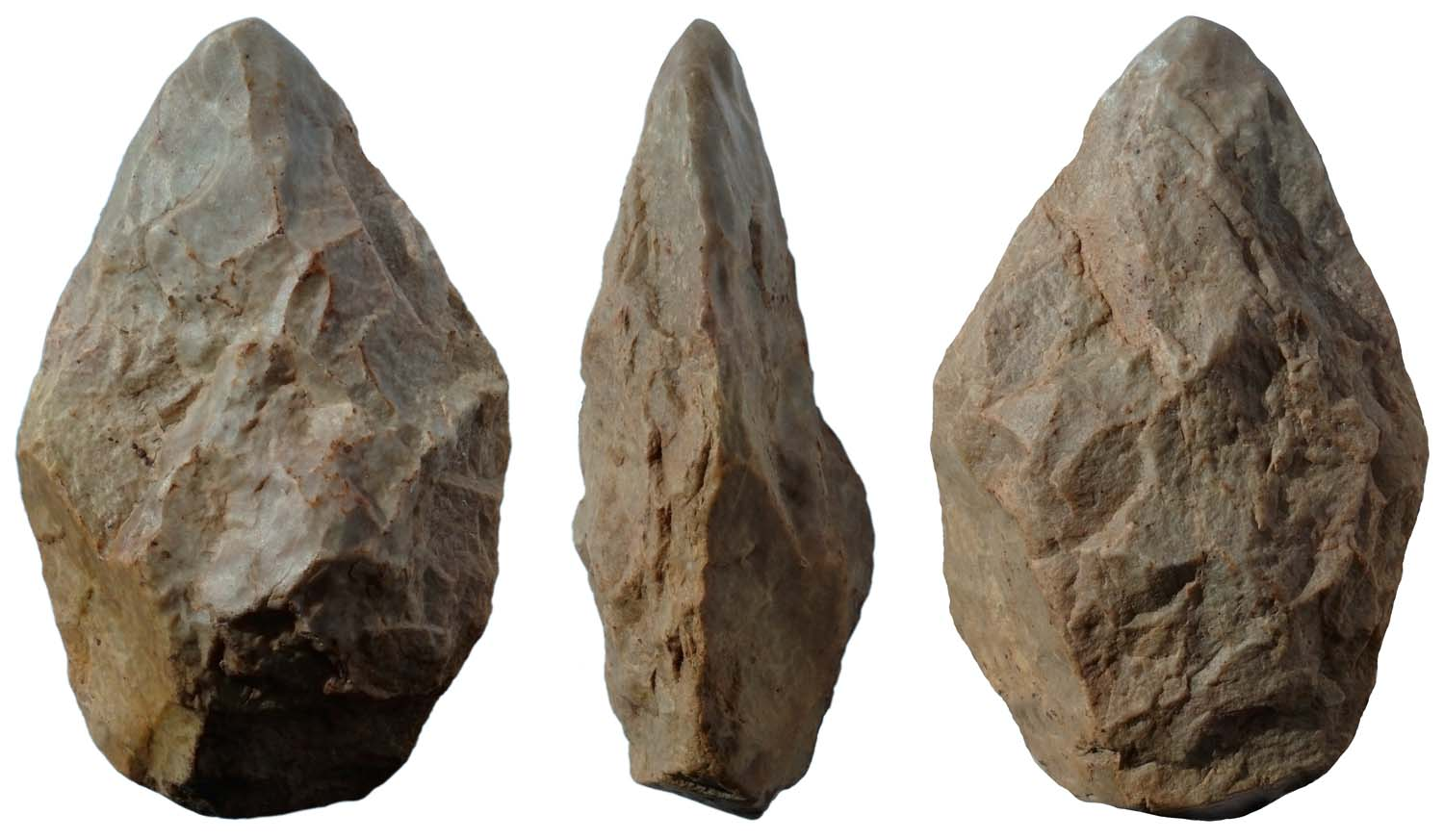
amigdala in senso stretto
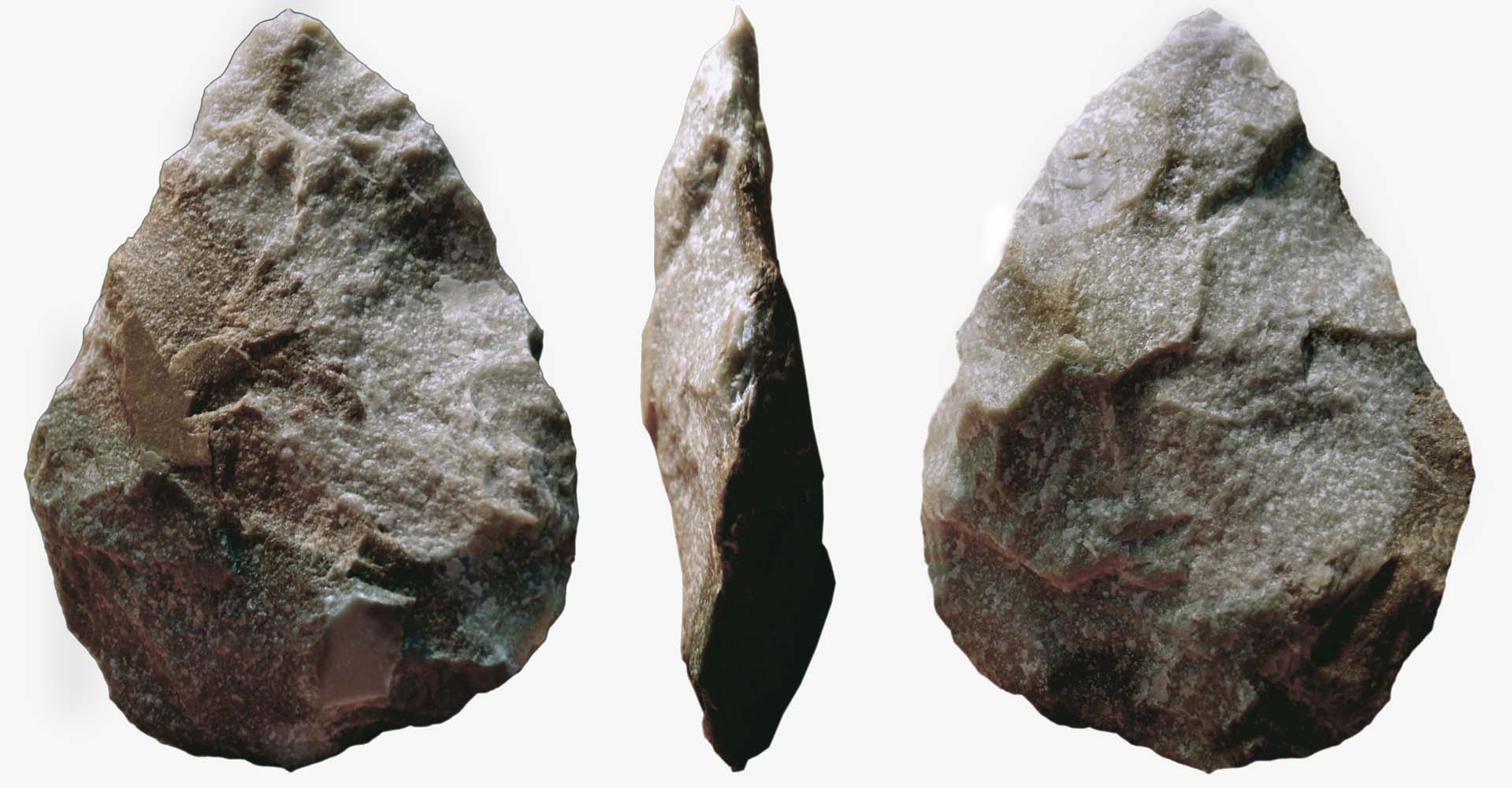
bifacciale cuoriforme
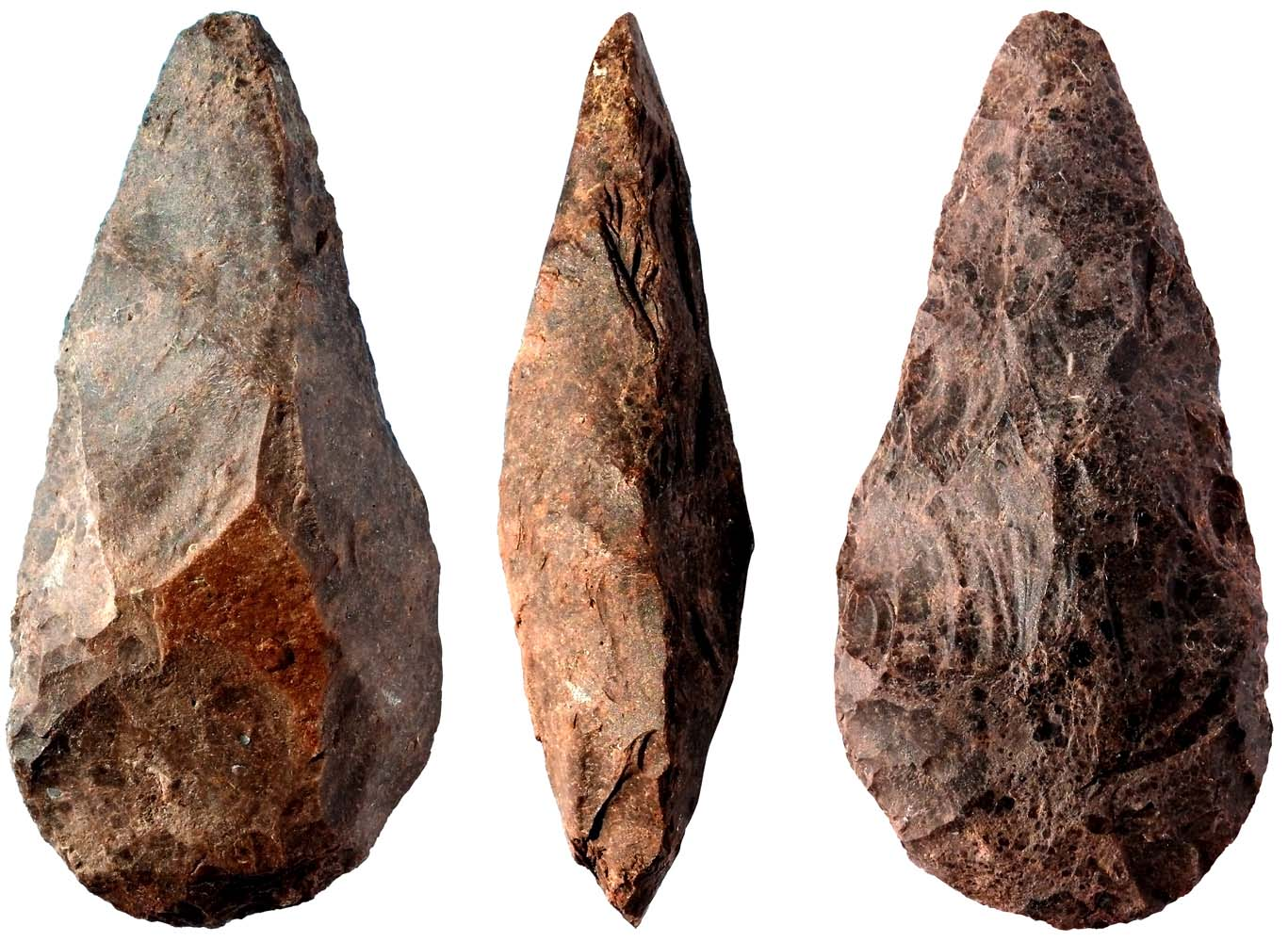
bifacciale lanceolato
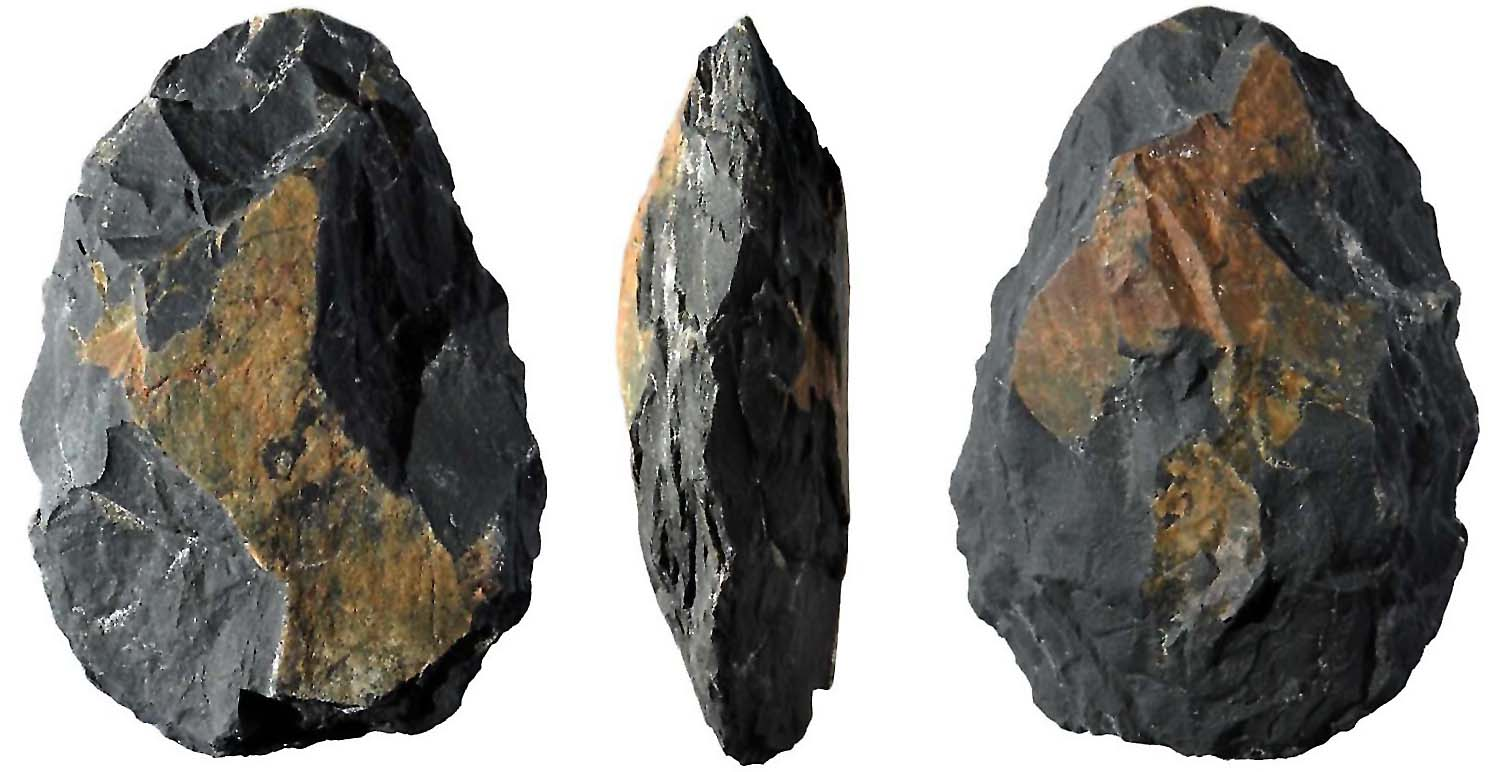
bifacciale ovoidale
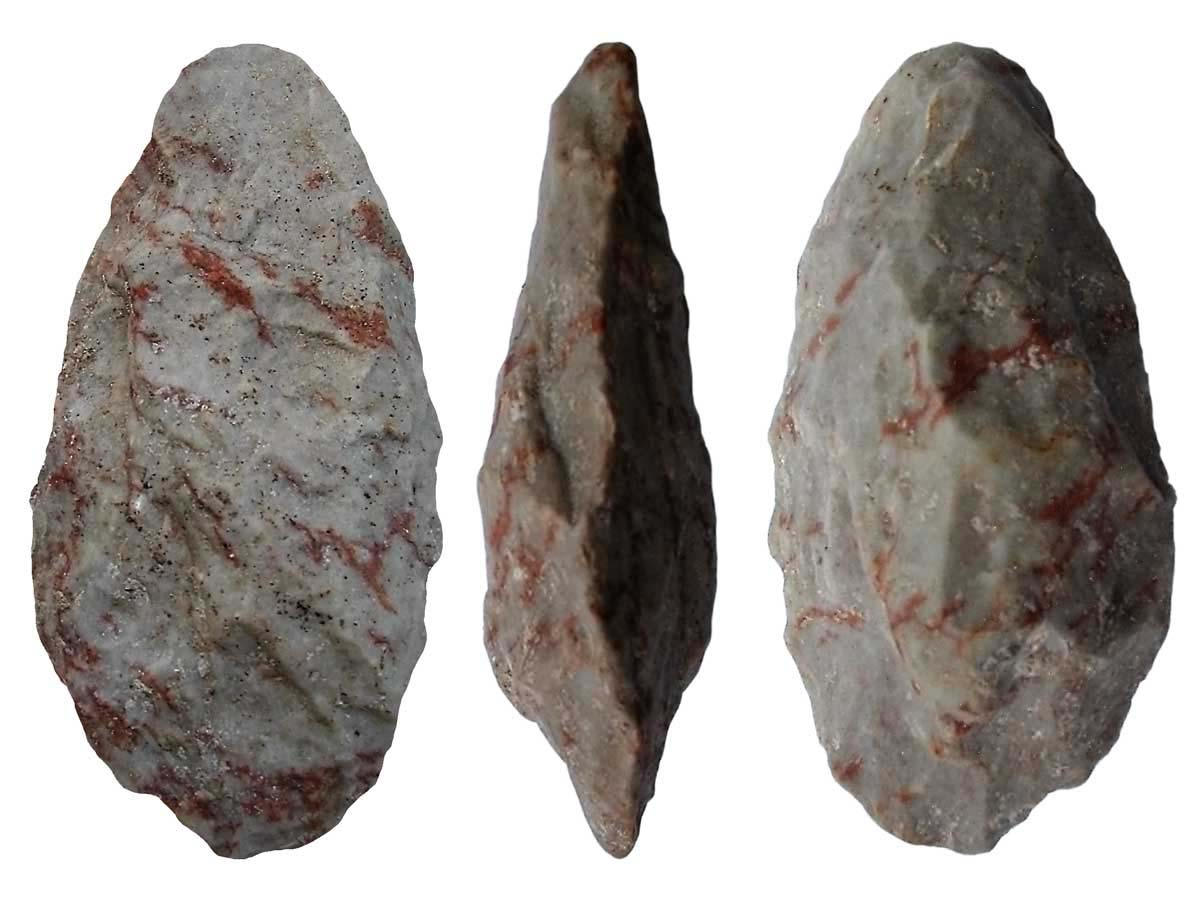
bifacciale ellittico
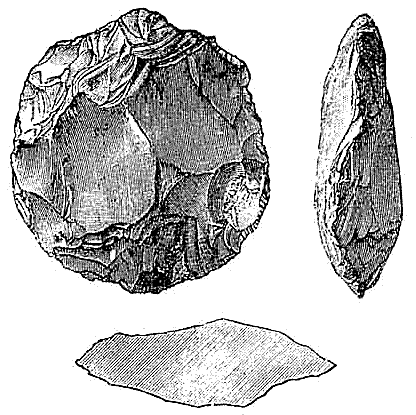
bifacciale discoidale
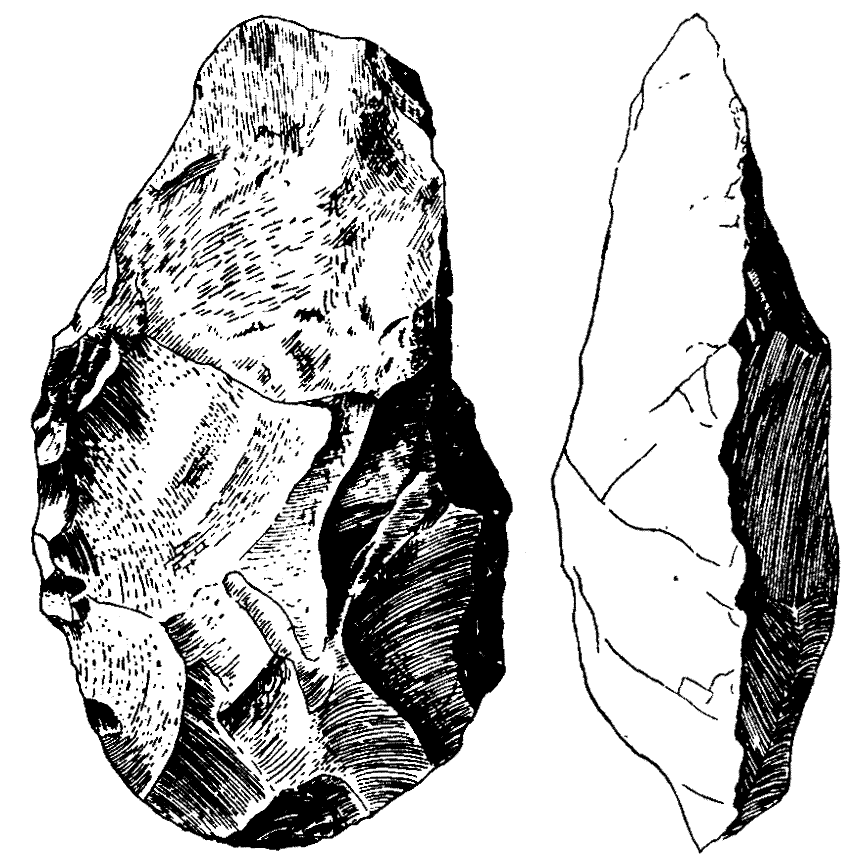
bifacciale spatolato